# ایروتکنیکا ای‌سی-۱۲
ایروتکنیکا ای‌سی-۱۲ (به انگلیسی: Aerotécnica AC-12) یک بالگرد دوسرنشین اسپانیایی محصول دهه ۵۰ میلادی بود. مشابه بقیهٔ طراحی‌های آزمایشی این شرکت، موتور جلوتر از ملخ اصلی قرار داشت. هزینه این محصول که نخستین بالگرد تولید انبوه شده ایروتکنیکا بود، تماماً توسط دولت اسپانیا پرداخت شد. این بالگرد برای نخستین بار در ۱۹۵۴ پرواز کرد و تنها ۱۲ فروند از آن تولید شد که ۲ عدد پیش‌نمونه و ۱۰ فروند فروشی بودند که در نیروی هوایی اسپانیا به مدت تنها ۳ سال فعال بودند و سپس بازنشسته شدند.